# Rana Dajani
Rana Dajani är en jordansk molekylärbiolog och docent vid Hashemite Universitet i az-Zarqa i Jordanien. Dajani disputerade i molekylärbiologi vid University of Iowa år 2005. Hon har fått stipendium vid Radcliffe Institute for Advanced Study vid Harvard University samt ett stipendium vid Eishenhower Fellowship. Dr Dajani är en alumn från Fulbright-programmet och har även fått två Fullbright-utmärkelser. Hon har varit Yale-gästprofessor vid stamcellscentrum samt vid både University of Cambridge och Stem Cell Therapy Center i Jordanien.
Det brittiska Muslim Science Magazine presenterade henne som en av de mest inflytelserika kvinnliga forskarna i den islamiska världen. År 2014 rankades hon som nummer 13 bland de "100 mest kraftfulla arabiska kvinnor" av CEO Middle East Magazine.

## Publikationer och engagemang
Rana Dajani är medlem i FN:s jordanska kvinnoråd. Hon har publicerats i flera peer reviewed journals såsom Nature. Hon har talat bland annat vid Templeton-Cambridge Journalism Fellowship-symposiet vid University of Cambridge, Massachusetts Institute of Technology, McGill University och vid British Council Believe in Dialogue Conference.